# エシル・デュラン
エシル・デュラン（ブルガリア語:Есил Дюран / Esil Duran、またはEsil Dyuran、トルコ語:Esil Düran）、本名イスミギュル・デュラン・ナイム（ブルガリア語:Исмигюл Дюран Наим / Ismigyul Dyuran Naim、トルコ語:İsmigül Düran Naim、1969年7月5日 - ）は、ブルガリア国籍で民族的にはトルコ人のポップ・フォーク歌手である。

## 来歴
1969年7月5日に、ブルガリア中南部の都市ハスコヴォに生まれる。トドル・ジフコフによるトルコ人への強制改名政策のとられた時代には、ブルガリア語名としてシルヴィア・ゴラノヴァ（Силвия Горанова / Silvia Goranova）を名乗っていた。ブルガリア国立音楽アカデミーを卒業した後、歌手として活動を始め、ズラトニヤト・オルフェイ（Златният Орфей）音楽祭にも参加している。
パイネルと契約して2001年に初のアルバム『Есил Дюран』（Esil Duran）をリリースし、それ以降パイネルの契約歌手として活動を続けている。2008年にはブルガリアのオーディション番組、「Music Idol 2」の審査員をつとめる。同年、パイネルの人気歌手が揃ってブルガリア各地をコンサートをして回るPlaneta Derby Plusにも参加した。

## 音楽
トルコ系にルーツを持つエシル・デュランの楽曲には、トルコからのカバー曲（セルタブ・エレネルの「Güle Güle Şekerim」のブルガリア語カバー「Съперница」など）をはじめ、トルコ的な要素が多い。曲の大半はブルガリア語で歌っているが、トルコ語で歌われるものもある。

## 私生活
2005年に36歳にして初めて子どもを出産した。

## アルバム
- Есил Дюран（Esil Duran、2001年）
- Елмаз（Elmaz、2004年）
- Тя（Tya、2006年）